# René Mangold
René Mangold (7 de diciembre de 1963) es un deportista suizo que compitió en bobsleigh, en las modalidades doble y cuádruple, y en atletismo.
Ganó dos medallas en el Campeonato Mundial de Bobsleigh,  plata en 1989 y bronce en 1979.

## Palmarés internacional

### Bobsleigh
| Campeonato Mundial | Campeonato Mundial         | Campeonato Mundial | Campeonato Mundial |
| Año                | Lugar                      | Medalla            | Prueba             |
| ------------------ | -------------------------- | ------------------ | ------------------ |
| 1979               | Königssee (RFA)            | Medalla de bronce  | Doble              |
| 1989               | Cortina d'Ampezzo (Italia) | Medalla de plata   | Cuádruple          |